# Маніна, дівчина без вуалі
«Маніна, дівчина без вуалі» (фр. Manina, la fille sans voile) — французький пригодницький чорно-білий фільм 1953 року. Другий за рахунком фільм за участю Бріжіт Бардо. Знято в Каннах, Ніцці й Парижі влітку 1952 року.
У Великій Британії вийшов під назвою «Донька хазяїна маяка». У США вийшов лише у 1958 році, під назвою «Дівчина в бікіні».

## Сюжет
Студент Жерар разом із друзями вирушає шукати скарби, загублені під час Пелопонеської війни на дні моря, і прибуває на скелястий острів Левецці. Там він привертає увагу доньки господаря маяка, Маніни.

## У ролях
- Бріжіт Бардо — Маніна
- Жан-Франсуа Кальве — Жерар Морер
- Говард Вернон — Ерик
- Раймон Корді — бамен Франсіс
- Жан Дроз — друг Жерара
- Надін Тальє — Матільда
- Робер Арну — пан Мулон